# Maurice Bosquette
Maurice Bosquette, né le 31 août 1872 à Saint-Quentin (Aisne) et mort le 5 novembre 1946 à Vouziers (Ardennes), est un homme politique français.

## Biographie
Rédacteur chef de L'Echo vouzinois, il est conseiller municipal de Vouziers en 1900 et maire en 1908. Conseiller d'arrondissement en 1907, il est conseiller général du canton de Vouziers en 1908. Il est député des Ardennes de 1912 à 1928, siégeant sur les bancs radicaux. 
Sur sa carrière et son action en 1914-1918, à la Chambre et au front, voir: Les députés d'Argonne pendant la Grande Guerre, par Daniel Hochedez, Revue Horizons d'Argonne; n° 96 ; juin 2019; pages 39-68;http://centretudargonnais.org/HorizonArgonne96.pdf